# Scheren

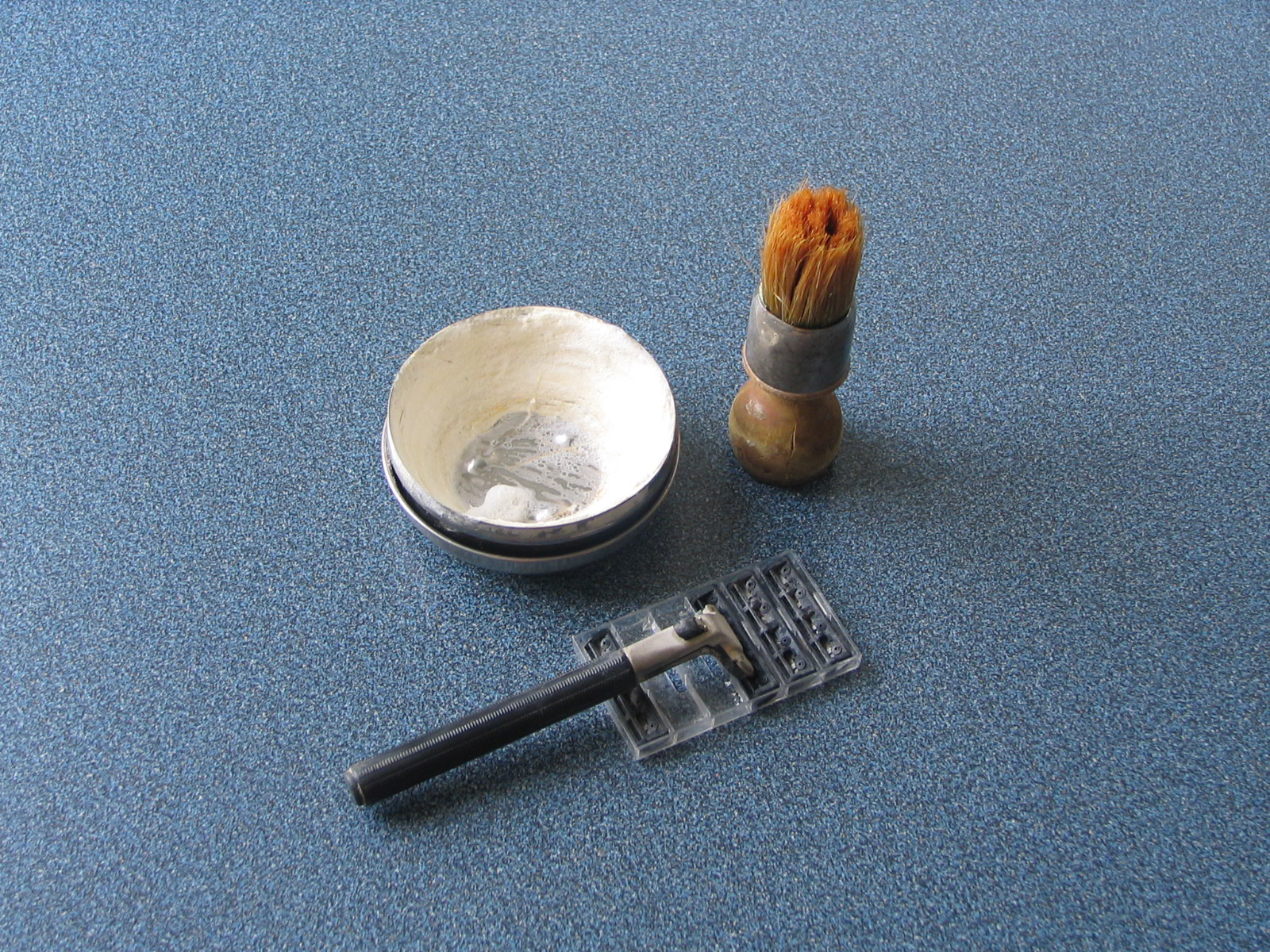
Scheergerei ten behoeve van "nat" scheren

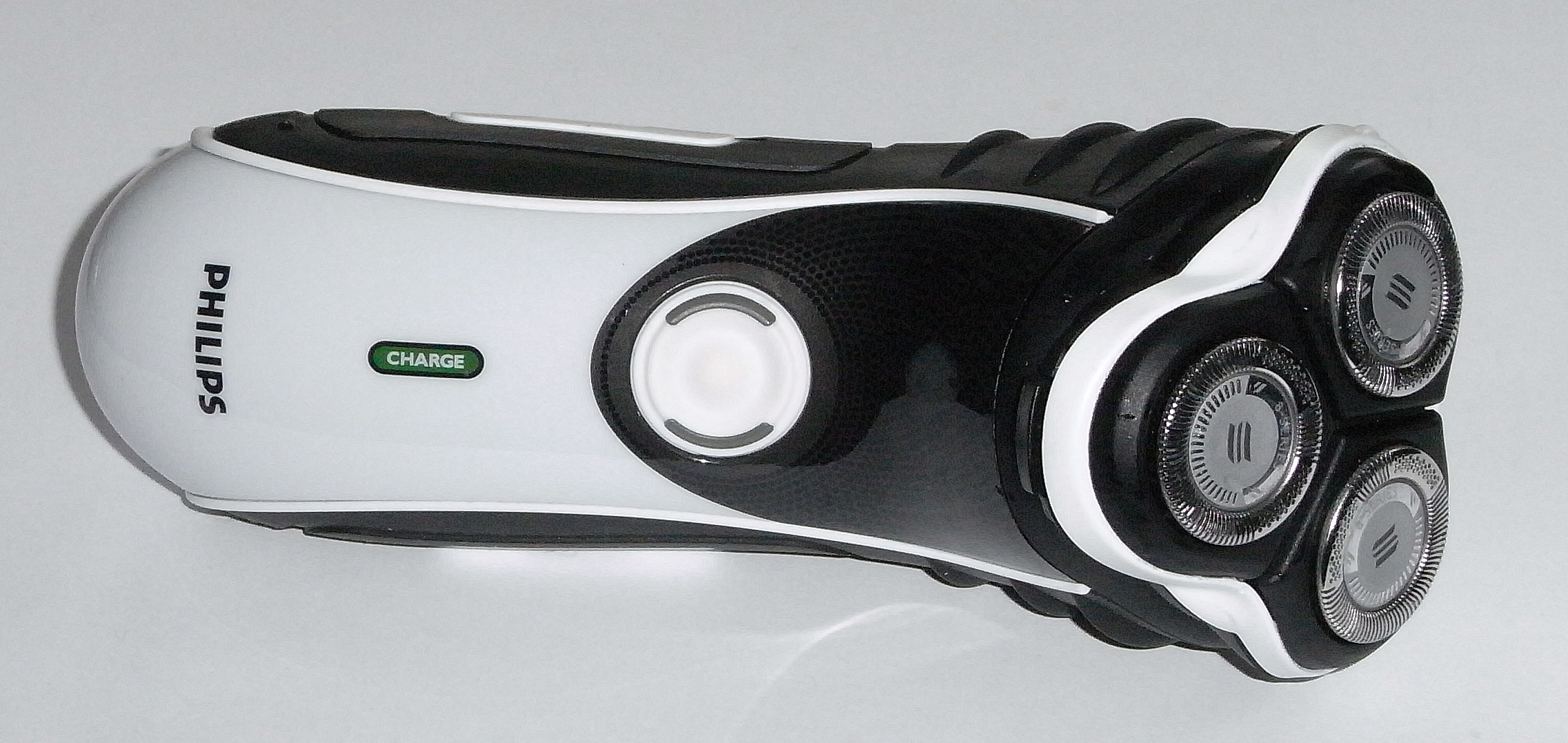
Elektrisch scheerapparaat

Scheren is het verwijderen van haar op de huid door het af te snijden ter hoogte van de huid. In het verleden hield een barbier zich bezig met het scheren, knippen en verzorgen van baarden en snorrenen was tevens vaak herenkapper. Nadat mannen hun gezichtsbeharing veelal zelf gingen verzorgen, kwamen er weer zogeheten 'barbershops' op. Een publicatie uit 2019 vermeldt dat uit cijfers van de Kamer van Koophandel (KvK) blijkt dat sinds 2014 het aantal specialistische herenkappers van 216 is gestegen naar 1022.

## Manieren van scheren
- Met een scheermes. Dit wordt "nat scheren" genoemd, omdat er water en scheerzeep bij gebruikt wordt. Vroeger was een scheermes een scherp mes, tegenwoordig bestaat het meestal uit een houder met kleine scheermesjes. In plaats van scheerzeep wordt tegenwoordig ook vaak scheerschuim, scheergel of een scheercrème gebruikt, al dan niet uit een spuitbus. Voorafgaand aan het natscheren kan ter voorbereiding een pre-shave op de huid worden aangebracht. De olie van de pre-shave fungeert als het ware als een dunne film tussen de gevoelige huid en het scheermes.
- Met een elektrisch scheerapparaat. Dit wordt "droog scheren" genoemd, ook al zijn er scheerapparaten die nat gebruikt kunnen worden.
- Met een elektrische tondeuse.

Na het scheren kan een balsem, cologne, after shave, eau de toilette of parfum op de huid worden aangebracht. De balsem heeft vaak de voorkeur voor mannen met een gevoelige huid of mannen die geen of moeilijk alcohol op de (geschoren) huid kunnen verdragen.
Beschadigingen of kleine bloedingen na het scheren kunnen worden aangetipt met puimsteen of aluin, in koud water gedoopt. Door hiermee over de gezichtshuid te wrijven, sluiten de poriën zich en de huid wordt gedesinfecteerd. Ook stoppen eventuele bloedingen, waardoor het bloed sneller stolt.
Indien een gezicht zeer gladgeschoren is zal het niet schuren. Voor mannen die krullend haar hebben is het belangrijk om niet te glad te scheren. Het risico bestaat dat het haar dan naar binnen gaat groeien. Dit kan leiden tot een aseptische ontsteking en tot littekens. Nat scheren met moderne dubbele en drievoudige mesjes is daarom niet altijd een aanrader, waardoor elektrisch scheren een goed alternatief kan zijn.

## Redenen om te scheren
Mensen kunnen zich bijvoorbeeld scheren – of worden geschoren – om uiteenlopende redenen:
Cosmetisch
- Gezichtsbeharing - als geen baard en/of snor gewenst is.[1][2]
- Hoofdhaar
  - - als men een kaalgeschoren hoofd mooi vindt, of mooier dan een deels kalend hoofd. Doorgaans alleen mannen.
  - - zowel mannen als vrouwen voorafgaand aan een chemokuur.
  - creatief scheren, waarbij patronen in het hoofdhaar worden aangebracht.
- Beenhaar - vooral door vrouwen gedaan vanuit een schoonheidsideaal.
- Okselhaar - vanuit hygiënisch oogpunt dan wel schoonheidsideaal.
- Schaamhaar - om seksuele reden, maar ook wel hygiëne.
- Gehele lichaam - Vrouwen en mannen om als "smoothy" door het leven te gaan[3]

Praktisch
- Voor het veilig gebruik van bijvoorbeeld gas- en volgelaatsmaskers. Gezichtsbeharing rond de randen van het masker zou voor een lek kunnen zorgen waardoor een persoon wordt blootgesteld aan gevaarlijke stoffen of onvoldoende zuurstof binnenkrijgt. Zodoende is scheren bij bijvoorbeeld de brandweer verplicht. Een snor is vaak wel toegestaan.
- In ziekenhuizen werd vroeger het operatiegebied geschoren ter voorbereiding van een operatie. Men meende dat dit infectie voorkwam. Dit blijkt niet het geval, zodat deze praktijk is verlaten.
- Ter voorkoming van irritaties bij een massage.
- Wielrenners scheren hun benen (naast massage) om de schade bij een val te beperken en om cosmetische redenen.
- Competitiezwemmers scheren vaak al hun lichaamshaar om de weerstand van het water te verminderen.
- Als bestrijding tegen hoofdluis, bijvoorbeeld bij gevangenen.

Overige hoofdhaar
- Geloofsovertuiging - zoals bij het boeddhisme en hindoeïsme.
- Ter vernedering, bijvoorbeeld bij landverraders na de Tweede Wereldoorlog

## Scheren van dieren

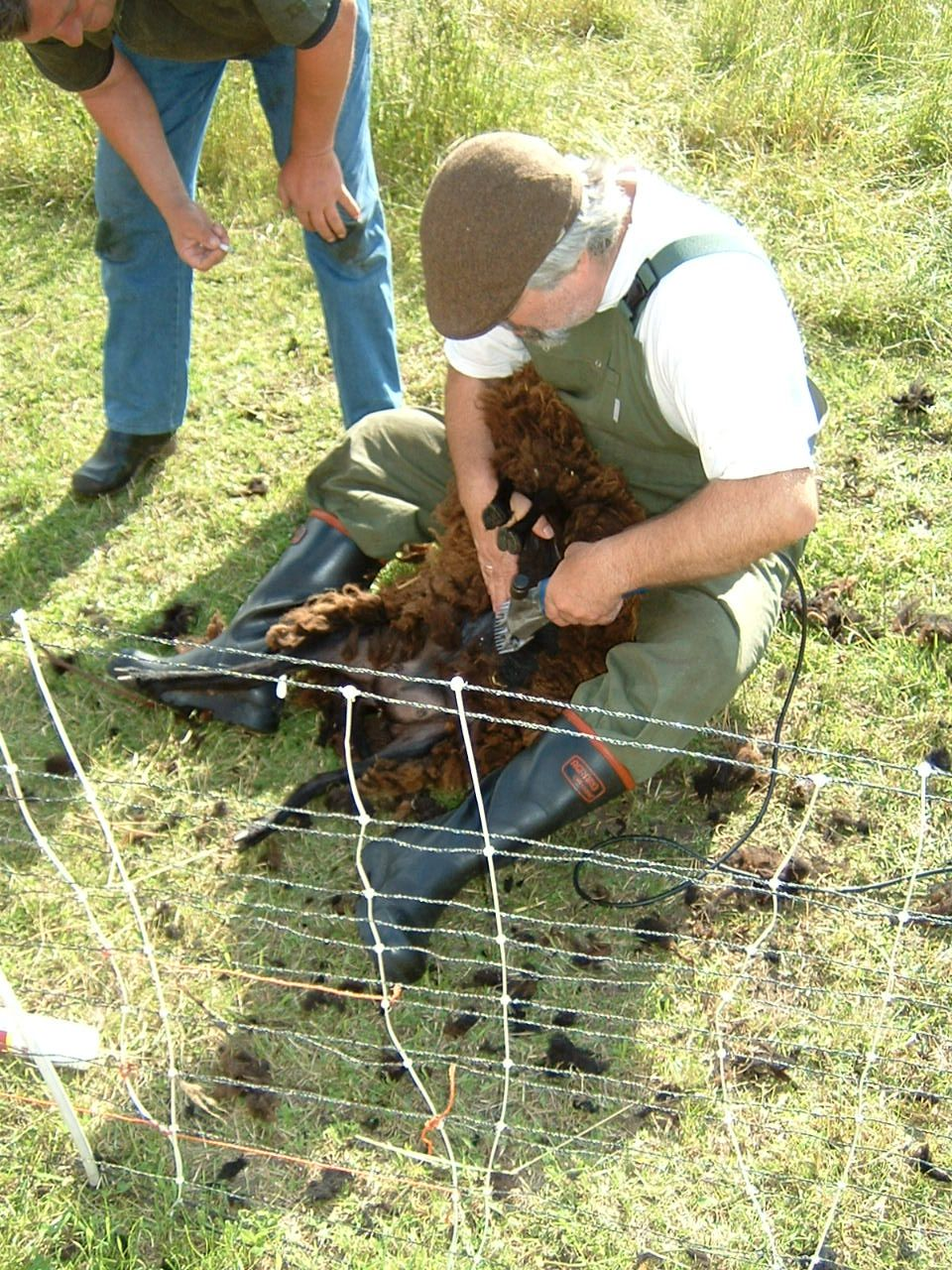
Het scheren van een schaap met een tondeuse

- Honden (en ook wel katten, konijnen en cavia's) worden om verschillende redenen, waaronder een schoonheidsbehandeling, getrimd e/o geschoren, meestal in een trimsalon, soms ook door een dierenarts
- Schapen en andere dieren worden geschoren ter winning van hun wol.
- Paarden worden om esthetische redenen geschoren en om de wintervacht te verwijderen.
- Koeien worden wel geschoren voordat zij naar een keuringstentoonstelling gaan[4], of voor de overgang van buiten- naar binnenverblijf.[5]